# Heinrich Overkotte
Heinrich Overkotte (auch Henrich Overkotte, Ovekate; * in Lemgo?) war ein deutscher Baumeister der Weserrenaissance.

## Leben und Wirken
1602 ließ Graf Simon VI. zur Lippe durch den Maurermeister Henrich Overkotte zu Lemgo ein Haus „unter den Eichen zu Brake“ errichten. Es dürfte sich wohl um das nicht mehr vorhandene Audienzhaus gehandelt haben. Bereits wenige Jahre (1599–1600) zuvor war Overkotte scheinbar mit dem Neubau der Abtei in Gandersheim beschäftigt. Hier taucht sein Name „M. Henrich Ovekate“ zusammen mit seinem Meisterzeichen an dem aufwändig gestalteten Frontgiebel auf. Ansonsten ist über das Schaffen und das weitere Leben des Meisters nichts überliefert. Aufgrund der Ähnlichkeit des Gandersheimer Abteigiebels mit einigen Bauten in Lippe, wurden ihm von Otto Gaul mehrere Bauwerke zugeschrieben. Während der Kunsthistoriker noch 1954 der Ansicht war, die Häuser Mittelstraße 71 (früher: 40) in Horn und Mittelstraße 64 in Lemgo stammten ebenfalls von Overkotte, so hat er diese später mit Hermann Wulff in Zusammenhang gebracht.

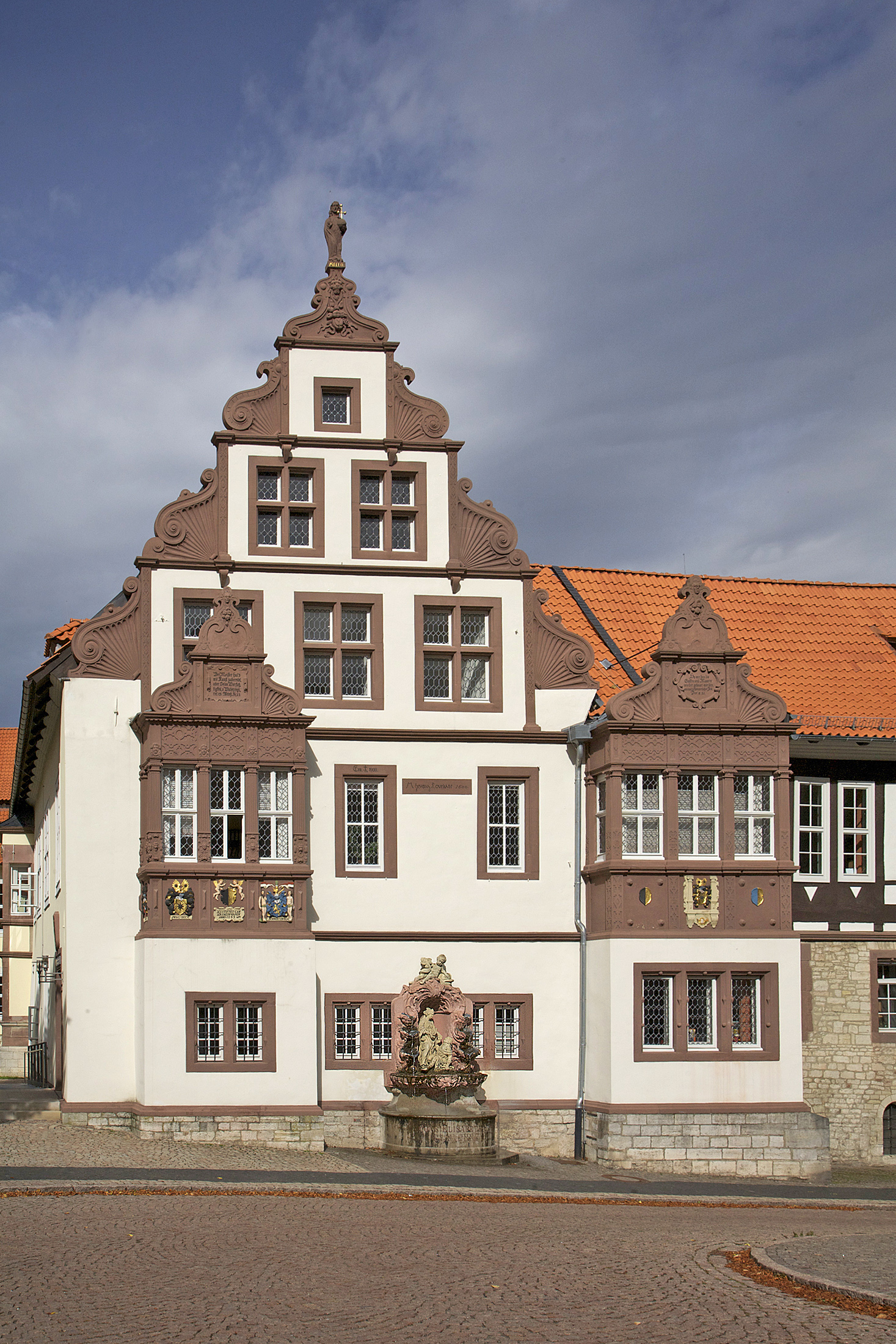
Bad Gandersheim, Abteigebäude

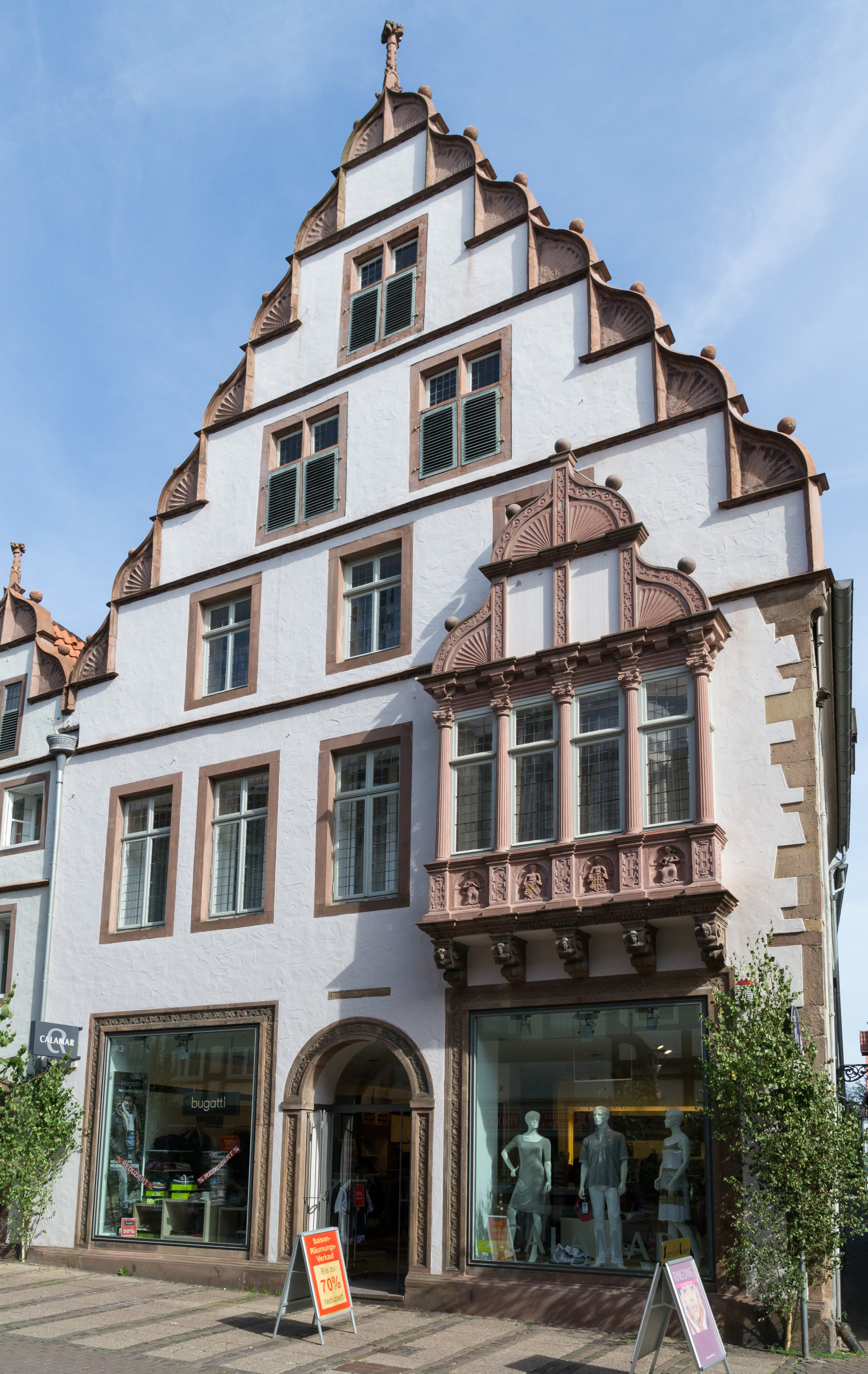
Lemgo – Mittelstraße 40

## Zugeschriebene oder nachgewiesene Werke
- 1574/75: Lemgo, Mittelstraße 40/42
- um 1590: Bad Salzuflen, Mark 34 (Bürgermeisterhaus)
- 1599: Herford, Alter Mark 8 (zerstört)
- 1599–1600: Bad Gandersheim, Neubau der Abtei
- 1602: Brake bei Lemgo, Audienzhaus (zerstört)[1]

## Unsichere oder abgeschriebene Werke
- 1576: Horn, Mittelstraße 71 (früher 40)
- 1580: Lemgo, Mittelstraße 64
- 1582–85: Hessisch Oldendorf, Münchhausen-Hof